# Trận Chi Lăng – Xương Giang
Chiến dịch Chi Lăng – Xương Giang là một loạt trận đánh diễn ra từ ngày 18 tháng 9 năm 1427 đến cuối tháng 10 năm 1427  giữa nghĩa quân Lam Sơn người Việt do Bình Định vương Lê Lợi cùng Lê Sát, Lưu Nhân Chú và nhiều tướng khác chỉ huy và 2 đạo quân gồm 15 vạn quân viện binh nhà Minh do Liễu Thăng và Mộc Thạnh chỉ huy. Quân Lam Sơn đánh tan các cánh quân Minh, giết Liễu Thăng và nhiều tướng khác, Mộc Thạnh phải bỏ chạy.
Chiến thắng này khiến cho tướng nhà Minh là Vương Thông hết hy vọng, quyết định giảng hòa với Lê Lợi khi chưa được sự cho phép của triều đình nhà Minh.

## Bối cảnh lịch sử
Tháng 11 năm 1426, quân khởi nghĩa Lam Sơn đại phá quân Minh trong trận Tốt Động – Chúc Động, 5 vạn quân Minh bị diệt, hơn 1 vạn quân bị bắt sống, chưa kể số chạy qua sông Ninh Giang bị chết đuối. Bản thân Vương Thông bị thương. Kế hoạch dùng 10 vạn quân để phản công của Vương Thông bị sụp đổ khiến viên tướng này phải cố thủ trong thành Đông Quan.
Vương Thông bí thế muốn đầu hàng, bèn viết thư xin giảng hòa để rút toàn bộ quân về. Lê Lợi đã bằng lòng cho, sai người đi làm giao ước. Tuy nhiên lúc đó các tướng người Việt là Trần Phong và Lương Nhữ Hốt sợ khi quân Minh rút về thì bản thân mình sẽ bị giết, bèn nói với Vương Thông:
Trước đây quân Ô Mã Nhi bị thua ở sông Bạch Đằng, mang toàn quân quy hàng, Hưng Đạo Vương bằng lòng cho, nhưng lại dùng kế lấy thuyền to chở quân cho về, rồi sai người bơi giỏi sung vào làm phu chở thuyền. Đang đêm ra đến ngoài biển, rình lúc quân Ô Mã Nhi ngủ say, lặn xuống đục thuyền, làm cho những người đã quy hàng chết đuối, không ai sống sót trở về được.
Vương Thông nghe vậy hoảng sợ, nghi ngờ Lê Lợi, bề ngoài tuy nói giảng hòa, nhưng bề trong lại sai người đào hào, rắc chông để phòng thủ và viết thư xin cầu viện vua Tuyên Đức (Minh Tuyên Tông) nhà Minh.
Lê Lợi liền sai các quân ra đánh các thành Điêu Diêu, Thị Cầu, Tam Giang, Xương Giang, Ôn Khâu, chỉ còn bốn thành Đông Quan, Tây Đô, Cổ Lộng, Chí Linh là chưa bị hạ.
Theo sách Việt sử tiêu án, khi quân Minh thua trận ở Tốt Động - Chúc Động, Thượng thư Trần Hiệp tử trận, việc đến tai vua Minh, đình thần Minh tranh nhau nói:
Từ khi Hoàng Phúc bị triệu về, Trung quân Mã Kỳ sang thay, khích thành biến loạn ở Giao Chỉ, xin lại cho Hoàng Phúc sang nhậm chức cũ, thì loạn ở Giao Chỉ tự nhiên yên được.
Vua Minh nghe lời, sai Liễu Thăng đem quân cứu viện thành Đông Quan và sai Hoàng Phúc đi tòng quân, chia làm 2 đạo quân:Liễu Thăng  đi ra cửa Pha Lũy (Lạng Sơn) là chính binh, Mộc Thạnh đi ra cửa Lê Hoa (Tuyên Quang) làm quân ứng cứu cho Liễu Thăng.

### Lực lượng quân Minh
Trước nguy cơ hoàn toàn thất bại, và để cứu đạo quân Vương Thông đang bị vây hãm ở Đông Quan, đầu năm 1427 nhà Minh đã quyết định phái sang Việt Nam hai đạo quân cứu viện lớn, một đạo do Liễu Thăng chỉ huy, một đạo do Mộc Thạnh chỉ huy.
Lực lượng quân Minh theo Đại Việt sử ký toàn thư lên đến 15 vạn quân, trong đó đạo của Liễu Thăng gồm 10 vạn, đạo của Mộc Thạnh gồm 5 vạn. Theo Lam Sơn thực lục thì quân cứu viện đông tới 20 vạn. Trong khi đó, theo Minh sử, cánh quân của Liễu Thăng chỉ gồm 7 vạn. Cả hai viên tướng Liễu Thăng và Mộc Thạnh đều đã có kinh nghiệm chinh chiến ở Việt Nam trước đây. Ngoài ra còn có Lương Minh là viên tướng thiện chiến, Lý Khánh và Hoàng Phúc là 2 viên quan cấp Thượng thư làm tham mưu cho Liễu Thăng.

### Lực lượng nghĩa quân Lam Sơn
Theo Lam Sơn thực lục, lúc ấy nghĩa quân có 5 vạn tinh binh, Lê Lợi điều tất cả những vị tướng giỏi nhất của mình tham gia chiến dịch. Theo Đại Việt sử ký toàn thư, tổng số quân của khởi nghĩa Lam Sơn, theo lời Lê Lợi, lúc đó là 35 vạn quân.
| “                                  | Buổi đầu số quân của ta có mấy trăm người. Hiện nay có 35 vạn. Đợi khi phá được thành Đông Quan, sẽ cho 25 vạn người về nhà làm ruộng, chỉ để lại 10 vạn làm quân để đề phòng việc nước... | ” |
| — Lê Lợi - Đại Việt sử ký toàn thư | |   |

Con số 35 vạn này có lẽ tính cả dân binh chứ không phải chỉ tính quân chính quy.

## Lê Lợi chuẩn bị chống viện binh
Nghe tin viện binh nhà Minh xâm lấn, tháng 4, năm 1427 Lê Lợi sai Phòng ngự sứ Trần Ban đôn đốc tu sửa ải Lê Hoa. Ban lời dụ cầu người hiền tài, ban 10 điều quân luật cho quân lính, 3 điều răn cho quan văn võ, tuyển chọn tráng đinh bổ sung, phòng thủ nghiêm mật.
Lê Lợi cho rằng thành Xương Giang là con đường mà quân Minh hay đi về tất phải qua. Ngày 8/9/1427 Thái úy Trần Nguyên Hãn, Tư mã Lê Sát, Thiếu úy Lê Triện, Nguyễn Lý hạ được thành Xương Giang. Trước đó Lê Lợi hạ lệnh rằng hạ cho được thành này trước khi Liễu Thăng và Mộc Thạnh kéo sang. Nghĩa quân đã bao vây thành này trải qua hơn 6 tháng trời cầm cự với các quân Khoái Châu, Lạng Giang, quân Minh vừa đánh vừa giữ, khiến quan quân không thể lên được thành. Lê Lợi sai các tướng đắp đất, mở đường đánh nhau với giặc, dùng câu liêm, giáo dài, nỏ cứng, tên lửa, súng lửa, bốn mặt đánh vào, thành cuối cùng bị hạ. Tướng giữ thành Lý Nhậm tự sát, Vương Thông nghe tin, làm văn tế. Sau đó 10 ngày viện binh nhà Minh tới nhưng thành đã bị hạ. Theo Minh thực lục, ngày 28-4-1427 thành Xương Giang bị quân Lam Sơn triệt hạ sau hơn 9 tháng vây đánh với hơn 80.000 quân tấn công.
Lê Lợi sai đắp đê Vạn Xuân để làm chiến lũy. Các tướng sĩ nhiều người khuyên Lê Lợi nên đánh gấp thành Đông Quan, nhưng Lê Lợi cho rằng:
| “                                  | Đánh thành là hạ sách. Ta đánh thành bền vững hàng năm hàng tháng không hạ được, khi ấy quân ta sức mỏi chí nhụt, nếu viện binh của giặc lại đến thì trước mặt, sau lưng đều bị tấn công, đó là con đường nguy hiểm. Chi bằng nuôi sức quân, mài giũa tinh thần sắc bén, để đợi viện binh của giặc. Viện binh giặc bị phá thì thành giặc nhất định phải hàng. Như thế là nhất cử lưỡng tiện, là mưu chước vẹn toàn. | ” |
| — Lê Lợi - Đại Việt sử ký toàn thư | |   |

Lê Lợi sai các đạo quân Lạng Sơn, Bắc Giang, Tuyên Quang, Tam Đới dọn quang cánh đồng để tránh viện binh của quân Minh, hạ lệnh cho các xứ Lạng Giang, Bắc Giang, Tam Đái, Tuyên Quang, Quy Hóa dời vợ con của quân dân đi xa để tránh viện binh giặc tấn công.

## Trận Chi Lăng
Ngày 18, tháng 9, năm 1427 nhà Minh sai Tổng binh Chinh Lỗ tướng quân Thái tử Thái phó An Viễn hầu Liễu Thăng, Tham tướng Bảo Định bá Lương Minh, Đô đốc Thôi Tụ, Binh bộ Thượng thư Lý Khánh, Công bộ Thượng thư Hoàng Phúc, thổ quan Hữu bố chính sứ Nguyễn Đức Huân đem hơn 10 vạn quân và 2 vạn ngựa đánh vào cửa Pha Lũy. Chinh Nam tướng quân Thái phó Kiềm Quốc công Mộc Thạnh, Tham tướng Hưng An bá Từ Hanh, Tân Ninh bá Đàm Trung đem 5 vạn quân và 1 vạn ngựa đánh vào cửa Lê Hoa. Cả hai đều đã tới đầu địa giới Đại Việt.
Lê Lợi họp với các tướng bàn rằng:
| “                         | Giặc vốn khinh ta, cho là người nước ta nhút nhát, sợ oai giặc đã lâu, nay nghe tin đại quân sang, hẳn là ta rất hoảng sợ. Huống chi lấy mạnh nạt yếu, lấy nhiều lấn ít đó là lẽ thường. Giặc không thể tính được hình thế được thua của người của mình, không thể hiểu được cơ vi qua lại của thời của vận. Vả lại, quân đi cứu nguy cấp phải lấy mau chóng làm quý, giặc nhất định phải hành quân gấp vội. Binh pháp có nói: Hành quân 500 dặm mà chỉ vội hám lợi thì sẽ què thượng tướng. Nay Liễu Thăng đến, đường xá xa xôi, quân lính tất mỏi mệt. Ta đem quân nhàn khỏe, đợi đánh quân mỏi mệt, nhất định sẽ thắng | ” |
| — Đại Việt sử ký toàn thư | |   |

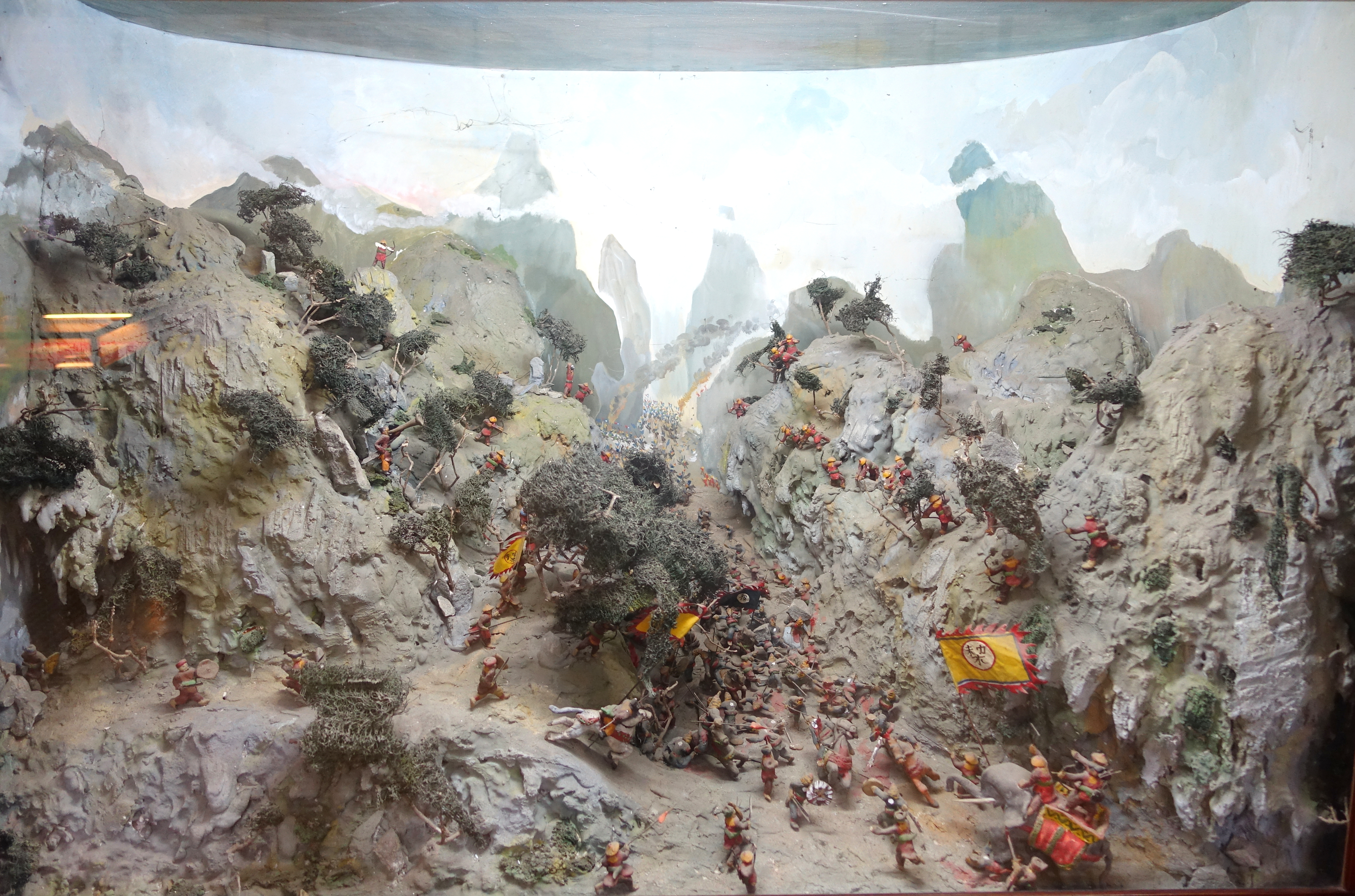
Tranh vẽ lại trận đánh Chi Lăng năm 1427. Hiện vật trưng bày tại Bảo tàng lịch sử Việt Nam tại TPHCM

Lê Lợi sai Lê Sát, Lưu Nhân Chú, Lê Lãnh, Đinh Liệt, Lê Thụ đem 1 vạn quân tinh nhuệ, 5 thớt voi, bí mật mai phục trước ở ải Chi Lăng để đợi quân Minh.
Quân Minh tiến đến cửa Pha Lũy, Trần Lựu giữ cửa Pha Lũy, thấy quân Minh đến, lui giữ cửa Ải Lưu. Quân Minh tiến đánh, Trần Lựu lại bỏ cửa Ải Lưu lui về đóng ở Chi Lăng, Liễu Thăng thừa thắng đuổi theo, đi đến đâu cũng không ai dám kháng cự, càng tỏ ra mặt kiêu ngạo.
Lê Lợi lại sai người đến quân môn của Liễu Thăng xin lập Trần Cảo, Liễu Thăng nhận thư không thèm mở xem, cứ dẫn quân thẳng tiến. Trần Dong nói với Lý Khánh rằng: Chí của Thống binh kiêu lắm rồi, quân địch quyệt trá lắm, biết đâu chúng không làm ra thế yếu để nhử ta; huống chi trong sắc thư dặn rằng Lê Lợi chỉ chuyên dùng cách mai phục mà thắng, ta không nên khinh địch, Lý Khánh bảo với Liễu Thăng, Liễu Thăng không hề để ý.
Ngày 20 tháng 9 (10/10 dương lịch), quân Minh đánh ải Chi Lăng. Lê Sát, Lưu Nhân Chú mật sai Trần Lựu ra đánh rồi vờ thua chạy. Liễu Thăng đốc suất đại quân đuổi theo. Đến chỗ có phục binh, Lê Sát, Lưu Nhân Chú tung hết quân mai phục, bốn mặt đều nổi dậy xông vào đánh. Liễu Thăng bị trảm ở núi Mã Yên, có thuyết cho rằng Liễu Thăng bị quân Lam Sơn phóng lao đâm chết, hơn 1 vạn quân Minh bị giết.

## Trận Cần Trạm[29]
Tì tướng quân Minh là Thôi Tụ, Hoàng Phúc thu nhập tàn quân, gượng tiến đến ải núi Mã Yên. Ngày 25 tháng 9, Lê Lợi sai Nguyễn Lý, Lê Văn An đem 3 vạn quân tới tiếp viện. Lê Sát, Lưu Nhân Chú tung hết quân ra đánh, chém tại trận Bảo Định bá Lương Minh, Binh bộ Thượng thư Lý Khánh tự tử...

## Trận Phố Cát
Thôi Tụ nghĩ rằng thành Xương Giang chưa bị hạ, vẫn tiếp tục kéo quân về hướng thành Xương Giang. Lê Sát mở đường cho tiến, chờ đến chỗ phục binh, mới tung quân đón đánh.
Trong trận Phố Cát, Lê Sát, Lưu Nhân Chú lại đánh bại quân Minh, chém được hơn 2 vạn người, bắt được lừa ngựa, trâu bò, quân tư khí giới nhiều không kể xiết.

## Trận Xương Giang[36]
Mùa đông, tháng 10, Lê Lợi sai Nguyễn Lý và Lê Văn An đem 3 vạn quân bao vây bốn mặt, lại dựng rào lũy ở tả ngạn sông Xương Giang để ngăn chặn. Quân Minh tuy thua nhưng còn đông và mạnh. Thôi Tụ dự tính vào thành Xương Giang làm nơi trú quân để phối hợp với Vương Thông, nhưng khi tiến đến gần Xương Giang mới biết là thành đã bị quân Lam Sơn hạ. Thôi Tụ phải đóng quân ngoài cánh đồng Xương Giang tại nơi nay có thể là xã Tân Dĩnh (huyện Lạng Giang, Bắc Giang) và xung quanh, cách thành Xương Giang khoảng 3 km, đắp lũy đất để phòng thủ. Lại cho quân bắn pháo làm hiệu để quân ở Đông Quan đến ứng cứu.
Quân Minh đóng quân trong một vị trí mà phía nam là thành Xương Giang kiên cố; phía tây bắc, tây và tây nam là sông Thương; phía đông nam có sông Lục Nam; phía bắc, quân của Lê Sát, Lưu Nhân Chú, Lê Lý, Lê Văn An, sau trận Phố Cát tiếp tục bám lưng đối phương. Quân Lam Sơn còn cử các đơn vị thủy quân lên bố trí trên sông Thương và sông Lục Nam.
Lê Lợi bèn sai các quân thủy, bộ cùng tiến quân bao vây. Lại chia quân chặn hết các ải Mã Yên, Chi Lăng, Pha Lũy, Bàng Quan. Thôi Tụ và Hoàng Phúc muốn tiến cũng không được, muốn lui cũng không xong, bèn giả hòa, nhưng âm mưu định chạy vào thành Chí Linh. Lê Lợi biết được quỷ kế của chúng, kiên quyết khước từ không cho hòa.
Lê Lợi sai Trần Nguyên Hãn chặn đứng đường vận chuyển lương thực của giặc, sai Lê Vấn, Lê Khôi đem 3 nghìn Thiết đột quân, 4 thớt voi chiến cùng với quân của Lê Sát, Lưu Nhân Chú, Nguyễn Lý, Lê Văn An tấn công.
Sách Việt sử tiêu án viết rằng: Gặp lúc có mưa gió to, người và ngựa chỉ trông nhau không đi được bước nào; Vương [Lê Lợi] sai chư quân đến vây kín.
Ngày 15, tháng 10, năm 1427, quân Minh đại bại, nghĩa quân chém chết hơn 5 vạn thủ cấp, bắt sống Thôi Tụ, Hoàng Phúc và hơn 3 vạn người, thu được vũ khí, ngựa chiến, vàng bạc, vải lụa nhiều không kể xiết. Còn những kẻ chạy trốn thì trong khoảng không đến 5 ngày đều bị bọn chăn trâu kiếm củi bắt gần hết, không sót một ai.
Thôi Tụ không chịu đầu hàng, Lê Lợi sai giết đi. Còn Hoàng Phúc vì trước đã nhậm chức Bố chính, hơi được lòng dân, không nỡ gia hại. Hoàng Phúc nhân xin tương kiến với Vương Thông để điều đình việc giảng hòa bãi binh.

## Đánh bại Mộc Thạnh
Tổng binh Vân Nam là Kiềm Quốc công Mộc Thạnh cùng với các tướng Lam Sơn là Phạm Văn Xảo, Trịnh Khả, Lê Trung, Lê Khuyển cầm cự nhau ở Lê Hoa. Lê Lợi liệu tính rằng Mộc Thạnh tuổi đã già, từng trải việc đời đã nhiều, lại biết tiếng nghĩa quân từ trước, nhất định còn đợi xem Liễu Thăng thành bại ra sao chứ không nhẹ dạ tiến quân, bèn gởi thư mật, bảo Trịnh Khả, Lê Khuyển cứ đặt mai phục chờ đợi, chớ giao chiến vội. Khi quân Liễu Thăng đã bị thua, Lê Lợi sai lấy 1 chỉ huy và 3 thiên hộ của quân Minh mà ta bắt được, cùng những sắc thư, phù ấn của Liễu Thăng đưa đến chỗ quân Mộc Thạnh.
Mộc Thạnh trông thấy rất hoảng sợ, trong phút chốc quân tan vỡ tháo chạy. Phạm Văn Xảo, Trịnh Khả thừa thắng tung quân ra đánh, phá tan quân giặc ở Lãnh Câu và Đan Xá, chém hơn 1 vạn thủ cấp, bắt sống hơn 1 nghìn người và hơn 1 nghìn con ngựa, còn bị chết đuối ở khu vực thì nhiều không kể xiết. Mộc Thạnh thì chỉ còn một mình một ngựa tháo chạy. Nghĩa quân thu được chiến khí, của cải, xe cộ nhiều hơn hẳn trận thành Xương Giang.
An Nam truyện trong Minh sử chép: 沐晟軍至水尾, 造船將進, 聞通已議和, 亦引退, 賊乘之, 大敗 (Mộc Thạnh quân chí Thủy Vĩ, tạo thuyền tương tiến, văn Thông dĩ nghị hòa, diệc dẫn thoái, tặc thừa chi, đại bại) nghĩa là "Mộc Thạnh kéo quân đến Thủy Vĩ, làm thuyền bè, sửa soạn để chực tiến quân. Được tin Thông đã nghị hòa, Thạnh cũng rút lui. Địch thừa thắng đổ ra đánh. Thạnh thua to". Theo Minh thực lục, ngày 14 tháng 12 năm 1427, Mộc Thạnh cùng thuộc hạ chạy tới Cao Trại, Thủy Vĩ thì bị quân Lam Sơn phục kích cả trên sông lẫn trên bờ, phải vất vả làm lại thuyền mới đi tiếp được.
Lê Lợi đưa Hoàng Phúc đến thành Đông Quan, Vương Thông lo sợ, tập họp tướng sĩ bàn rằng: Thành không thể giữ được, mà đánh không thể thắng, không gì bằng toàn quân trở về Bắc. Bèn sai Sơn Thọ đưa thư cầu hòa, xin mở cho con đường về nước, Lê Lợi chấp thuận.
Theo sách Đại Việt thông sử, trong chiến dịch này, công của Lê Sát đứng đầu các vị tướng.

## Kết quả
Chỉ trong vòng chưa đầy 1 tháng, đạo quân viện binh đông tới 10 vạn quân của nhà Minh đã bị tiêu diệt hoàn toàn ở Xương Giang. Bộ chỉ huy quân Minh bị chết trận hay bị bắt gần hết. Trong khi bao vây Xương Giang, quân Lam Sơn đưa tù binh của cánh quân Liễu Thăng lên báo tin cho Mộc Thạnh. Mộc Thạnh vội vàng cho quân rút chạy. Nghĩa quân dưới sự chỉ huy của Phạm Văn Xảo, Trịnh Khả đã truy kích tiêu diệt trên 1 vạn quân Minh, làm tan rã hoàn toàn cánh quân này. Như vậy, toàn bộ lực lượng viện binh của quân Minh đã bị đại bại. Kết quả này là một trong những nhân tố quan trọng khiến Vương Thông phải chấp nhận nghị hòa và không xin phép triều đình Minh đã tự ý rút quân về nước.

## Trong văn học
Tác phẩm Bình Ngô đại cáo (Nguyễn Trãi) viết rằng:
Ngày mười tám, trận Chi Lăng, Liễu Thăng thất thế,
Ngày hai mươi, trận Mã Yên, Liễu Thăng cụt đầu.
Ngày hăm lăm, Bá tước Lương Minh bại trận tử vong,
Ngày hăm tám, Thượng thư Lý Khánh cùng kế tự vẫn.
...
Đánh một trận, sạch không kình ngạc,
Đánh hai trận, tan tác chim muông.
...
Đô đốc Thôi Tụ lê gối dâng tờ tạ tội,
Thượng thư Hoàng Phúc trói tay để tự xin hàng.
Lạng Giang, Lạng Sơn, thây chất đầy đường,
Xương Giang, Bình Than, máu trôi đỏ nước...